# История шампанского вина

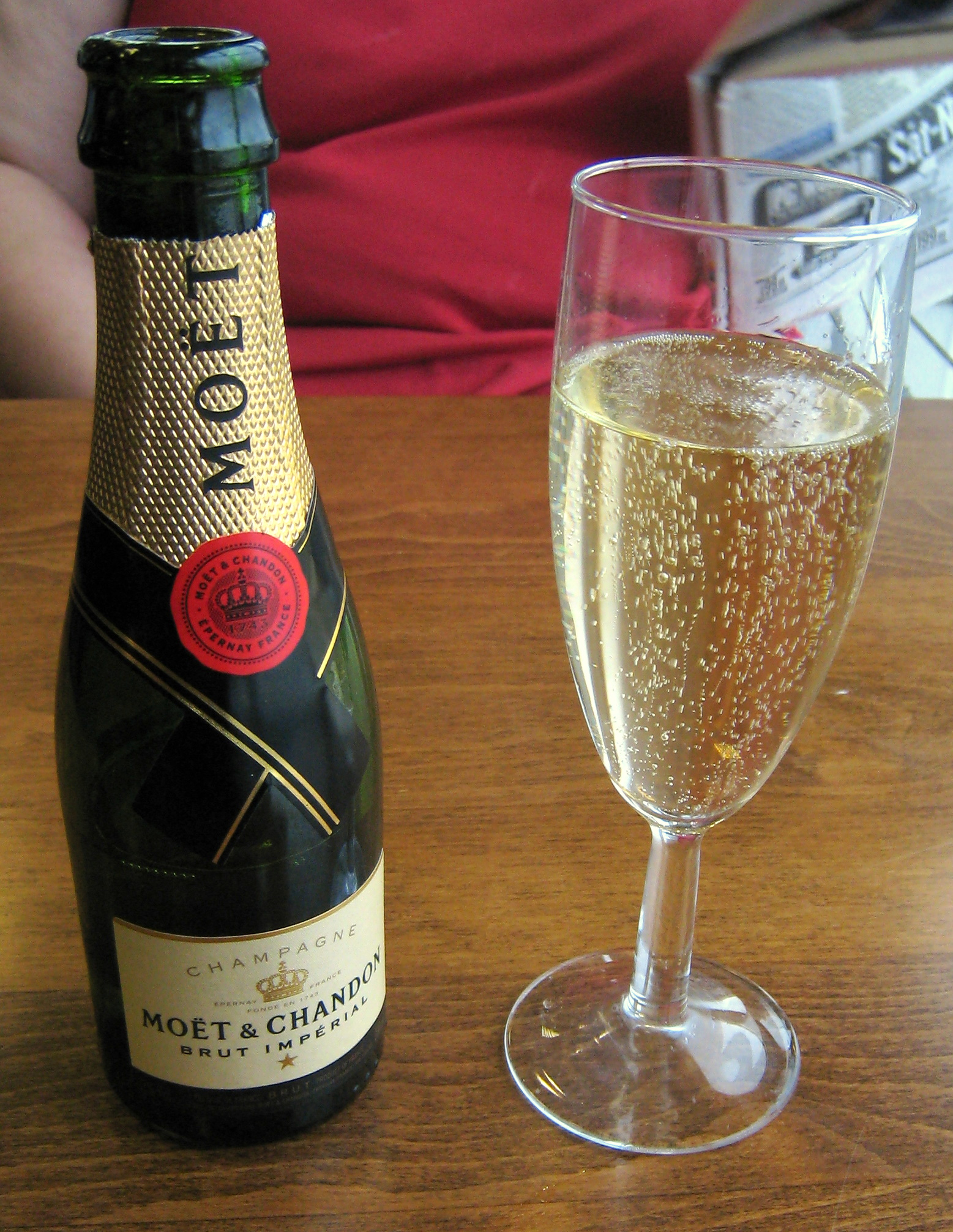
Несмотря на то, что большую часть свой истории шампанское было неигристым красным вином, наибольшую мировую известность получило белое игристое шампанское.

История шампанского вина является историей эволюции розового вина с тусклым оттенком в игристое вино, название которого сейчас прочно ассоциируется с названием винодельческого региона Шампани. Ещё римляне первыми высадили виноград в этой области на северо-востоке современной Франции, а его культивирование в регионе началось не позже V века. Гуго Капет, короновавшийся королём Франции в 987 году в кафедральном соборе Реймса, расположенного в самом сердце региона, положил традицию для последующих монархов использовать местное вино на банкетах по случаю коронации. Ранние вина Шампани были розовыми винами с блёклым оттенком, производившимися из винограда сорта Пино-нуар.
Жители Шампани завидовали славе вин, которые производили их южные соседи в Бургундии, и стремились добиться такого же признания своего вина. Однако более северный климат региона поставил виноделов Шампани перед серьёзными трудностями в производстве красного вина. Находясь у границы области устойчивого виноградарства, плоды с трудом вызревали полностью и, как правило, обладали очень высокой кислотностью и низким уровнем содержания сахара. Эти вина по сравнению с винами Бургундии были менее плотными по консистенции и более тусклыми по оттенку.
Помимо всего прочего, низкие температуры зимнего периода раньше положенного срока останавливали процесс брожения в винных подвалах, вгоняя в спячку дрожжевые клетки, которые потом просыпались под воздействием весеннего тепла и брожение начиналось снова. Одним из побочных продуктов процесса брожения было высвобождение углекислого газа, который оставался внутри вина, если оно было уже разлито по бутылкам, вызывая высокое давление внутри. Давление внутри хрупких французских винных бутылок зачастую становилось причиной их взрыва, создавая беспорядок в винных подвалах. В уцелевших бутылках вино содержало пузырьки, и этот факт был очень неприятен для виноделов Шампани того времени, считавших это недостатком. Ещё в XVII столетии виноделы Шампани, в особенности монах-бенедиктинец дом Периньон (1638—1715), настойчиво пытались избавить своё вино от пузырьков.
В то время как виноделы Шампани и их французские покупатели предпочитали тусклые и неигристые шампанские вина, покупатели в других странах оценили вкус уникального вина с пузырьками. Игристый вариант шампанского становился всё более популярным, в особенности среди королевских семей и состоятельных особ. После смерти Людовика XIV в 1715 году игристый вариант шампанского стал излюбленным напитком при дворе регента Филиппа II Орлеанского. Всё больше виноделов Шампани пытались умышленно вызвать игристость своих вин, но у них было мало знаний о сути возникновения этого процесса, а также о том, как укрепить винную бутылку, чтобы она выдерживала давление.
Эти сложности были успешно преодолены в XIX столетии и индустрия шампанских вин начала формироваться в том виде, в котором мы знаем её в наше время. Успехи винодельческого дома Вдова Клико в разработке традиционного способа производства шампанского — шампанского метода (фр. méthode champenoise) — сделали изготовление игристого вина весьма доходным бизнесом и в этот период было открыто множество знаменитых сейчас домов шампанских вин, в том числе Krug (1843 год), Pommery (1858 год) и Bollinger (1829 год). Состояния виноделов Шампани и слава шампанских вин росли вплоть до серии кризисов, случившихся в начале XX века. В Европе появился вредитель филлоксера, виноградари бунтовали в 1910—1911 годах, российский и американский рынки сбыта были утрачены из-за революции 1917 года и введения сухого закона, а две мировые войны превратили виноградники Шампани в поля сражений.
Однако в новейшей истории мы видим возрождение популярности шампанского вина, вина, которое ассоциируется с праздниками и роскошью. По сравнению с 1950 годом его продажи выросли в четыре раза. В наши дни на 35000 гектарах виноградников производится более 200 миллионов бутылок шампанского, а растущий глобальный спрос заставляет французские регулирующие органы искать возможность расширения границ винодельческого региона, чтобы повысить объем производства шампанского.

## Ранняя история
Достоверно известно, что первыми жителями, высадившими виноград на территории современной Шампани, стали римляне. Название Шампань возникло от латинского слова campania с целью обозначить сходство холмистого ландшафта провинции с сельской местностью итальянской Кампании, расположенной к югу от Рима. Провинция была разделена на две части — Champagne pouilleuse, известняковая бесплодная равнина восточнее Реймса, и Champagne viticole, область лесистых холмов, известная как Монтань-де-Реймс (фр. Montagne de Reims), располагавшуюся между Реймсом и рекой Марна, где и были высажены виноградники. Первый зарегистрированный виноградник принадлежал Святому Ремигию в V веке, хотя виноградники были здесь, без сомнения, ещё ранее. Большую часть ранней истории винодельческого региона вина Шампани не носили названия шампанское. Они были известны как «реймсское вино» и как «речное вино», имея в виду реку Марна, которая являлась важнейшим торговым маршрутом, по которому грузы через Сену попадали в Париж. Расположение Шампани на перекрестке двух важнейших торговых маршрутов того времени — один с запада на восток, между Парижем и землями Рейна, второй с севера на юг, между Фландрией и Швейцарией — с одной стороны принесло богатство и известность региону и его винам, но, с другой стороны, стало причиной постоянных разорений этих земель из-за бесчисленного количества сражений и оккупаций Шампани.

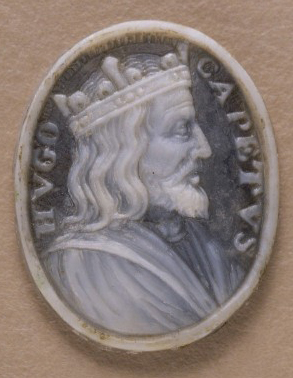
Коронация Гуго Капета в Реймсе положила начало традиции ассоциировать регион и его вина с королевской династией.

В 987 году Гуго Капет был коронован в кафедральном соборе Реймса королём Франции. На банкете по случаю коронации подавали местные вина провинции. Город получил славу духовной столицы Франции и на протяжении следующих восьми столетий монархи придерживались традиции Капетингов короноваться в Реймсе. Ассоциирование региона с королевскими особами ещё больше повысило известность местных вин. К XVI веку расположенная южнее Реймса деревенька Аи получила широкое признание благодаря качеству своего вина, а король Франциск I объявил себя «Королём Аи и Гонесса» — земель, где производились лучшие в стране вино и мука. Репутация вин из Аи была настолько высока, что их стали называть вином Франции (фр. vins de France), а по их качеству судили не только о регионе, но и обо всей стране. Со временем слово «Аи» стало использоваться для обозначения всех вин из региона Шампань. (Аналогично тому как сегодня названия Бордо или Бон используются для обозначения вин, произведённых в регионах Жиронда и Бургундия, соответственно).
В период средневековья, по мере обострения соперничества между виноделами Шампани и их южными соседями из Бургундии, вина Шампани стали иметь различные оттенки — от светло-красного до бледно-розового. Торговый путь фламандских торговцев в Бургундию пролегал прямо через Реймс и жители Шампани всячески стремились переманить их деловое внимание на своё «более дешевое» вино. Климат Шампани не позволял производить красные вина, по цветовой насыщенности и богатству вкуса сравнимые с бургундскими винами, даже несмотря на то, что виноделы Шампани пытались «улучшить» свои вина добавлением в них ягод бузины. Стремясь выделить своё вино от продукции соперников из Бургундии, виноделы Шампани переключили свои усилия на производство белых вин. Однако белые вина, изготавливавшиеся из белого винограда, имели незамысловатый вкус и быстро прокисали. Наиболее популярными оказались белые вина, произведённые из чёрного винограда, например, сорта пино нуар, поскольку они обладали более богатым вкусом, ароматом и стойкостью. Таким образом, на протяжении XVI века и вплоть до начала XVII века виноделы Шампани старались производить самое хорошее «белое» вино из чёрного винограда, несмотря на то, что зачастую вино получалось совсем не белым; его цвет варьировался от сероватого до бледно-розового оттенка, известного как oeil de perdrix или глаз куропатки. И только после развития специального метода, разработанного монахом-бенедиктинцем Пьером Периньоном из аббатства Овиллер, виноделы Шампани стали производить по-настоящему белое вино из чёрного винограда.

### Дом Периньон

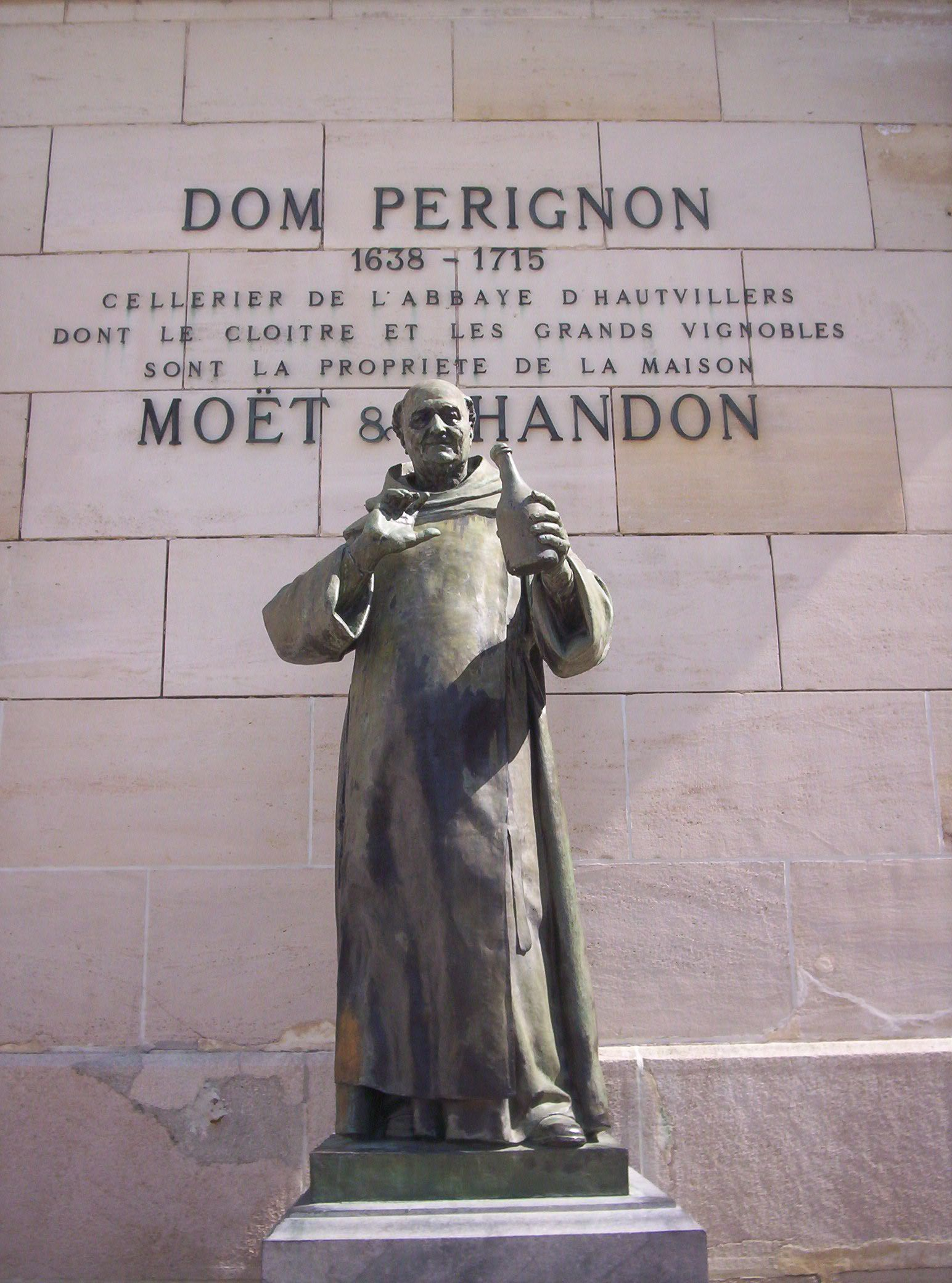
Несмотря на то, что большая часть службы Дом Периньона была посвящена тому, как избавиться от пузырьков в вине, его методы изготовления белого вина из чёрного винограда лягут в основу современного игристого шампанского.

Бенедиктинское аббатство в Овиллере было восстановлено после его разрушения в ходе французских религиозных войн, а виноградники были высажены заново. К 1661 году аббатство владело 10 гектарами виноградников и получало церковный налог в виде винограда с близлежащих деревень, в том числе с ценных виноградников Аи и Авене-Валь-д'Ор. Аббат поручил соорудить винный погреб и, чтобы справиться с растущим объёмом производимого вина, нанял казначея и дегустатора вин. В 1668 году на эту должность пригласили Пьера Периньона. Его предшественник, дом Груссар, а также каноник Годино, характеризовали его как перфекциониста. Периньон усердно трудился над усовершенствованием методов виноградарства на виноградниках аббатства и над повышением качества вина. Он был убеждённым сторонником применения только винограда сорта Пино нуар, который, по его мнению, имел самые лучшие оттенки вкуса и задатки качества. В то время в виноградниках региона высаживали самые разные сорта винограда, среди которых были Пино нуар, Шасла, Пино блан, Пино гри, Пино мёнье, а также, по всей видимости, Шардоне. Самым важным, по убеждению Дом Периньона, было то, что чёрный виноград, например, пино нуар, имел меньше шансов «взорваться» весной и образовывал меньше пузырьков, чем белый виноград. Наличие пузырьков в вине Дом Периньон считал пороком и разрабатывал жесткие методы для снижения вероятности появления такого дефекта.
Также дом Периньон был сторонником интенсивной подрезки, считая, что лоза не должна вырастать выше 1 метра, а урожай плодов должен быть небольшим. Он полагал, что собирать виноград следует ранним утром, пока тот не успел нагреться, и делать это нужно крайне осторожно, дабы гроздья оставались нетронутыми. Мятые или раздавленные плоды отбраковывались. Для перевозки винограда на отжим он предпочитал использовать мулов и ослов вместо лошадей, поскольку они были более спокойными, что повышало шансы оставить виноград неповреждённым. Дом Периньон стремился отжимать виноград как можно быстрее и полнее, чтобы снизить вероятность попадания кожицы плодов в сок. Существовало чёткое различие между разными уровнями отжима. Первый отжим выполнялся исключительно собственным весом плодов и из него получалось вино самого высокого качества, так называемое фр. vin de goutte. Второй и третий отжимы выполнялись уже с применением груза; получавшееся вино было хорошего качества, но не самого лучшего. Вина, вырабатывавшиеся из четвертого и пятого отжимов, фр. vin de taille и фр. vins de pressoir, имели совсем тёмный цвет и далее не использовались.
Дом Периньон понимал, что оболочки плодов, помимо внесения розового или серого оттенка, придавали его качественным винам ненужные запахи и грубую текстуру. Его особые усилия, направленные на ограничение контакта с оболочкой плодов, помогали аббатству Овиллер производить из чёрного винограда действительно белое вино.

## Английское влияние

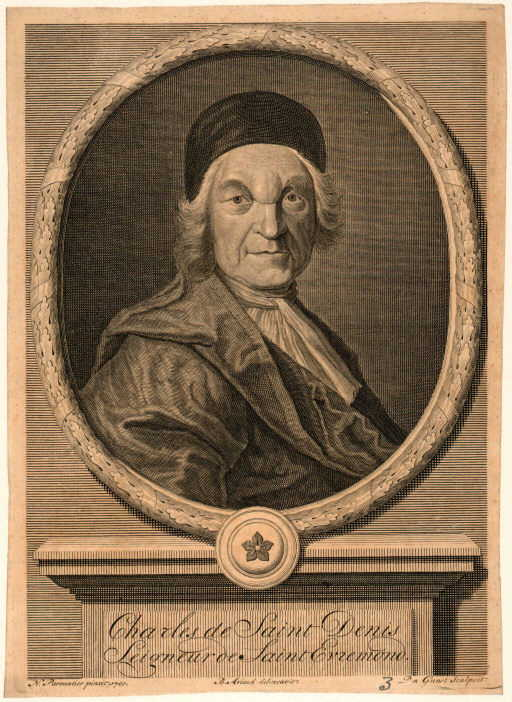
Находясь в Англии в ссылке, французский философ Сент-Эвремон внёс огромный вклад в популяризацию шампанского среди лондонского общества. Хотя Сент-Эвремон предпочитал неигристое вино Шампани, среди англичан вскоре стала весьма популярна игристая разновидность шампанского.

Являясь здоровой нацией, но, в силу понятных причин, имея ограниченные возможности для виноделия,  англичане оказали существенное влияние на эволюцию игристого шампанского. Неигристые вина Шампани стали популярны в лондонском обществе в середине XVII века, вскоре после прибытия туда философа эпикурейца Шарля де Сент-Эвремона. На торжественных банкетах и званых обедах он всячески продвигал вина из региона Шампань. Вскоре самые влиятельные светские персоны Лондона, среди которых были герцоги Бедфорд и Бекингем, а также граф Арлингтон, стали регулярно заказывать ящики шампанского. Вино было неигристым или, по крайней мере, должно было быть неигристым. Как правило, вино перевозилось в Англию в дубовых бочках, а затем торговые дома разливали его по бутылкам для продажи. В XVII столетии в стекольном производстве в Англии использовали печи, которые топили углём, в результате чего стеклодувы производили более прочные бутылки, чем французские стеклодувы, где печи топились дровами. Также англичане использовали корковые пробки, изобретённые римлянами, но впоследствии забытые на долгий период времени. Зимы в Шампани прохладные и температура падала настолько низко, что процесс брожения останавливался преждевременно, результатом чего являлся остаточный сахар и спящие дрожжи. После того как вино было отправлено в Англию и разлито по бутылкам, процесс брожения при тёплой погоде начинался снова и в бутылках повышалось давление вследствие образования углекислого газа. Когда бутылку открывали, вино искрилось струйками пузырьков.
Англичане одними из первых признали позитивной склонность шампанского пениться и попытались понять причины этого эффекта. В 1662 году английский ученый Кристофер Меррет представил исследование о том, как наличие сахара в вине заставляет его пениться, и показал, что практически любое вино можно сделать шипучим, добавив в него сахар перед розливом в бутылки. Это одна из первых работ по обоснованию эффекта игристого вина и напрашивается вывод о том, что британские торговцы производили «игристое шампанское» ещё до того, как это сознательно стали делать виноделы Шампани. Популярность игристого шампанского на британских островах росла неуклонно. В 1663 году британский поэт Сэмюель Батлер впервые в Англии упомянул пенистое шампанское в своей поэме Хюдибрас. В 1698 году в пьесе Джорджа Фаркера Любовь и бутылка один из персонажей восхищается струйками пузырьков в бокале шампанского. По мере роста популярности игристого шампанского в Лондоне, другие королевские дворы Европы тоже стали считать пузырьки в вине курьёзом, в том числе и французы, которые прежде считали пузырьки пороком вина.

## Рост популярности игристого шампанского

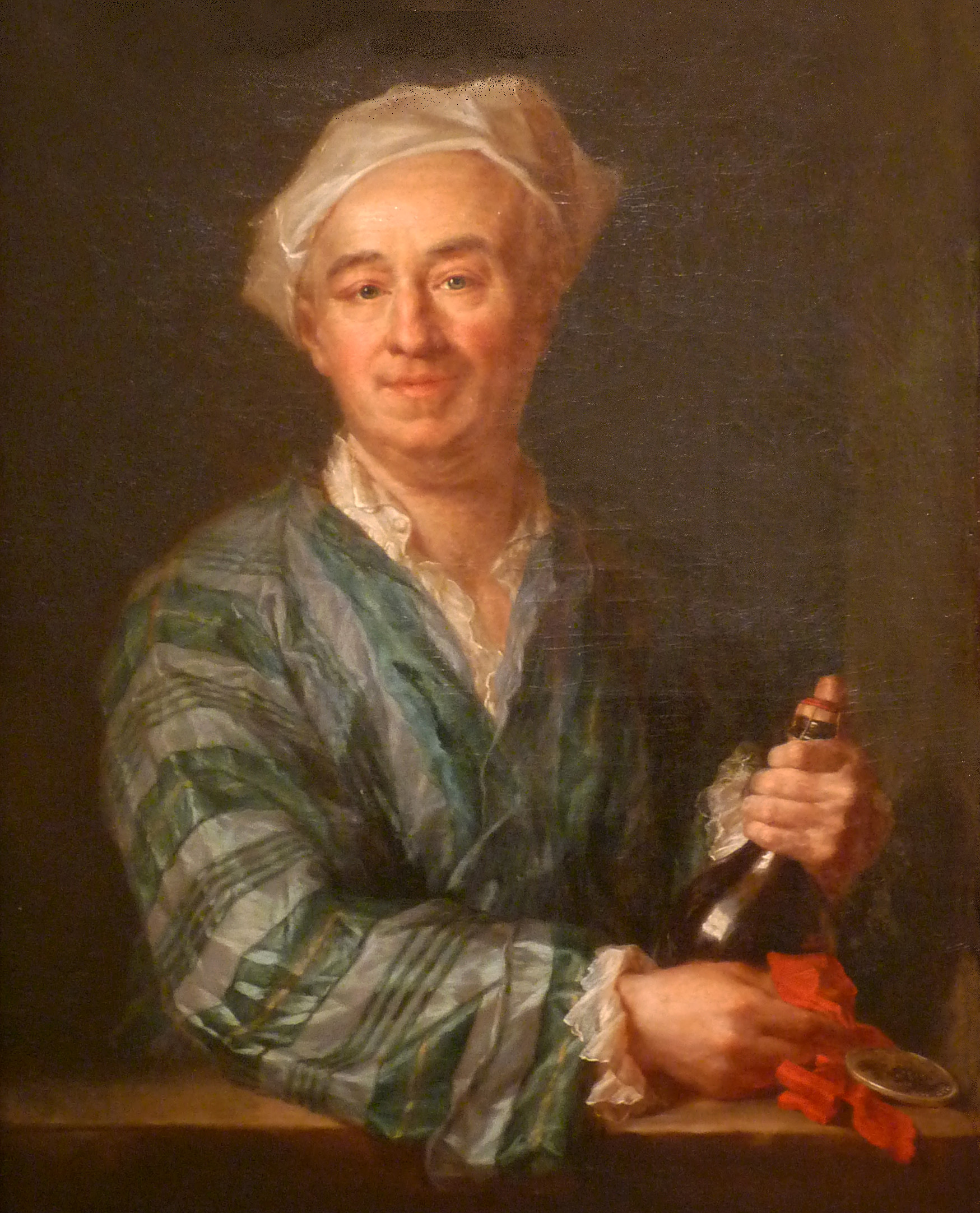
Ценитель шампанского на картине Жана Гриму
(1678-1733)

После смерти Людовика XIV в 1715 году его племянник Филипп II Орлеанский стал принцем-регентом Франции. Герцог Орлеанский предпочитал пить игристый вариант шампанского и распорядился подавать его на ежевечерних маленьких ужинах (фр. petits soupers) во дворце Пале-Рояль, служившем городской резиденцией герцогов Орлеанских. Это пристрастие вызвало повальное увлечение пенящимся шампанским в Париже, поскольку модное общество и рестораны стремились подражать вкусам герцога. Стремясь заработать на этом буме, виноделы Шампани стали переходить на производство игристого вина. На протяжении XVIII столетия открывались новые винодельческие дома Шампани, придавая новую динамику развития бизнеса в этой провинции. С этого времени среди виноделов Шампани стали преобладать не хозяйства или монастыри, имевшие собственные виноградники и производившие большую часть вина, а частные дома или оптовые торговцы, покупавшие виноград у виноградарей для производства собственного вина. В этот период были основаны крупные винодельческие дома Моэт э Шандо (фр. Moët et Chandon), Луи Рёдерер (фр. Louis Roederer), Пипер Эдсик (фр. Piper-Heidsieck) и Тэтэнже (фр. Taittinger). Каждый винодельческий дом нанимал торговых агентов, доставлявших образцы своего вина к королевским дворам по всей Европе, поскольку производители остро конкурировали между собой на развивающемся рынке шампанских вин.
Тем не менее, к концу XVIII века неигристые розовые вина всё ещё составляли более 90% в объёме производства всего винодельческого региона Шампань. Великая французская революция и последующие Наполеоновские войны на время свели на нет выросшую популярность шампанских вин. Чтобы спасти некоторых своих титулованных заказчиков от гильотины, торговцы шампанским заменяли в своих хозяйственных книгах титулы заказчиков на слово "гражданин". Многие дворяне эмигрировали в другие страны и торговцы шампанским предпринимали все возможные усилия, чтобы ящики с излюбленным шампанским доставлялись им по новым адресам. В ходе Наполеоновских войн европейские порты подвергались различным блокадам. Торговые агенты, к примеру, работавший на Вдову Клико, Луи Бонне, изобретали разные схемы контрабандной доставки вина своим заказчикам. Агенты пытались найти повод для продаж даже в победах и поражениях. Во время вторжения Наполеона в Россию торговец шампанским Шарль-Анри Хайдсик, основавший позже свой винный дом, скакал верхом впереди армии французов на пути к Москве. Везя с собой образцы шампанского, Хайдсик был готов иметь дело с любой стороной, оказавшейся победителем. Уже после полного поражения Наполеона сама провинция Шампань была занята российской армией. В период этой оккупации шампанское стало предметом реквизиции и податей. Когда в результате экспроприации винные подвалы Вдовы Клико опустели, она заявила «Сегодня они пьют. Завтра они заплатят». Эти слова оказались пророческими, поскольку следующие 100 лет, вплоть до революции 1917 года, Российская империя стала по объему заказов вторым в мире потребителем шампанского.

## Развитие современных технологий производства шампанского
Основы современных технологий производства шампанских вин были заложены ещё в период промышленной революции, когда произошёл существенный прорыв в понимании методов изготовления игристых вин, а технология его производства стала приносить более высокий доход виноделам. Французский химик Жан-Антуан Шапталь (1756—1832) обосновал теорию того, что шампанское пенится потому, что его запечатывают в бутылках до того, как завершится процесс брожения. Кроме того, он отмечал, что оставшийся сахар в вине, способствовавший процессу брожения, приводил к образованию пузырьков. Наряду с пузырьками, давление, повышавшееся из-за выделения углекислого газа, могло привести к разрыву бутылки. Возмущение, вызванное взрывом одной бутылки, могло вызвать цепную реакцию, которая, в свою очередь, приводила к потере от 20% до 90% хранившихся в винном погребе бутылок. Британский способ изготовления стекла с использованием работающих на каменном угле печей позволил получать более крепкие винные бутылки, способные противостоять давлению углекислого газа. В 1830-х годах аптекарь из Шалон-ан-Шампань по имени Андре Франсуа описал общие принципы расчета количества сахара, необходимого, чтобы вино искрилось, но при этом углекислый газ не выделялся в объеме, большем, чем могла выдержать бутылка. Появление укупорочных машин и совершенствование самой пробки позволило легче запечатывать вино и снизить возможность утечки газа из бутылки.

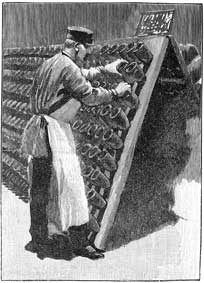
Изобретение ремюажа, как способа избавления от осадка в шампанском, не теряя при этом газ, позволило существенно повысить качество производства шампанских вин.

Значительным прогрессом явилось изобретение в начале XIX столетия метода удаления осадка, образующегося из дрожжевых клеток, отмерших при вторичном брожении. Прежде виноделы Шампани не убирали такой осадок, из-за чего вино было непрозрачным и приобретало посторонний привкус, если осадок взбалтывался в бокале. При дворе и на королевских банкетах служители были вынуждены подавать новые порции шампанского в новых бокалах, дабы избежать взбалтывания осадка, оставшегося в прежнем бокале. Пытаясь устранить осадок, некоторые виноделы декантировали вино, переливая его в специальный сосуд. Однако, при переливании значительная доля углекислого газа терялась и в итоге вино становилось менее игристым. При участии своего дегустатора мадам Клико из винодельческого дома Вдова Клико в начале XIX века разработала процесс ремюажа, позволивший решить проблему с осадком, не теряя при этом углекислый газ. Этот метод заключался в сборе осадка в горлышке бутылки возле пробки и, под влиянием давления вина, выпуска одного лишь осадка. Для восполнения части вина, потерянного при выпуске осадка, в бутылку доливали смесь того же вина и тростникового сахара. Российские заказчики в особенности были приверженцами очень сладкого шампанского и Вдова Клико в ходе ремюажа имела возможность регулировать сладость своих вин для различных категорий заказчиков. Поначалу дом Вдова Клико старался сохранить этот метод ремюажа в секрете, но в конце 1820-х годов секрет был раскрыт и винодельческие дома стали внедрять целые поточные линии ремюажа.
В 1854 году железнодорожная ветка связала Реймс с другими провинциями страны и с морскими портами. С этого времени шампанское стало ближе к своим рынкам сбыта и объем продаж резко возрос. В 1850-х годах объем производства шампанского составлял уже в среднем 20 миллионов бутылок в год.

### От сладкого к сухому
На протяжении большей части XIX столетия шампанские вина были сладкими. Этот вкус нравился большинству клиентов, а добавленный сахар помогал виноделам маскировать пороки вина или его низкое качество. Винодельческие дома Шампани регулировали уровень сладости в соответствии с пристрастиями индивидуальных рынков сбыта. Русские клиенты предпочитали самый высокий уровень содержания сахара, для чего добавляли 250-330 граммов сахара. Следующее место занимали скандинавские страны — примерно 200 граммов, за ними следовали французские и немецкие покупатели – 165 граммов. Вкус американских клиентов можно было удовлетворить добавлением 110-165 граммов сахара. Самый сухой вариант предпочитали англичане - 22-66 граммов сахара. Постепенно пристрастия клиентов сместились в сторону менее сладких и более качественных шампанских вин. Первое выпущенное слегка сухое шампанское относилось к категории полусухого и имело на этикетке обозначение demi-sec. Успешные продажи вина этой категории привели к появлению категории сухого вина — sec. Иные виноделы стали производить вина даже с меньшим количеством сахара, и такие вина относились к категории extra dry.
В 1846 году дом шампанских вин Перье-Жуэт выпустил вино, произведённое без добавления сахара вообще. Этот вариант поначалу был воспринят очень враждебно и критики называли это вино очень простым и жёстким, что соответствует слову брют. Но уже через одно поколение вино категории brut, содержащее значительно меньше сахара, чем даже вино категории extra dry, вошло в моду и сегодня большинство винодельческих домов Шампани производит именно такое шампанское.

## Период с конца XIX века до наших дней

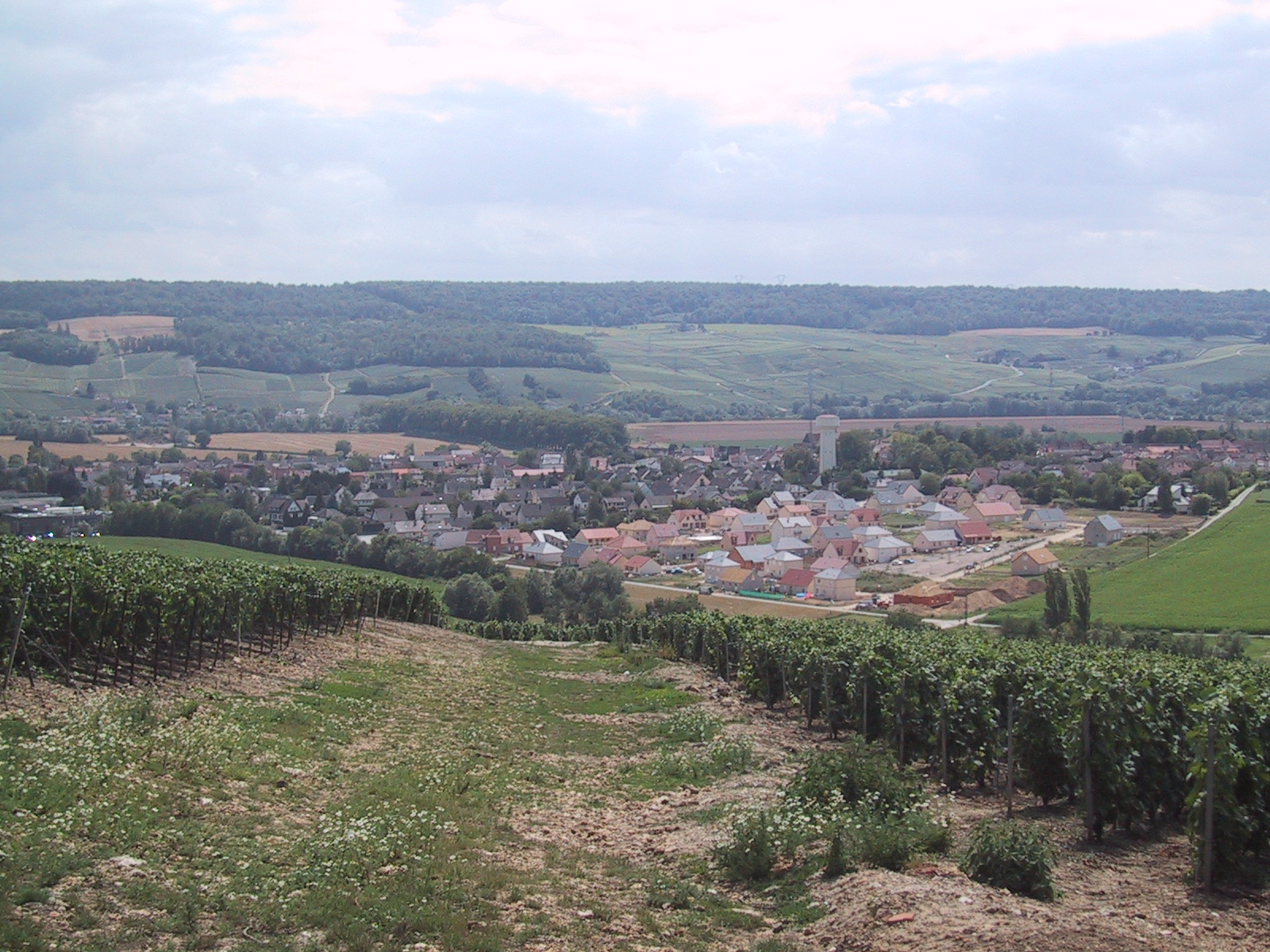
Из чего делать шампанское и где необходимо выращивать для него виноград — эти вопросы вызвали в начале XX века значительные конфликты, переросшие в бунты в коммунах типа Дамри (на фото).

К окончанию XIX века шампанское стало уникальным брендом и завоевало своё место в массовой культуре. Однако наступившее XX столетие принесло новые трудности. Первопричины некоторых из этих проблем были заложены ещё в первой половине XIX века, когда из-за растущей популярности шампанского винодельческие дома Шампани стали искать поставщиков более дешёвого винограда, выращенного за пределами винодельческого региона Шампань. Сеть французских железных дорог дала возможность доставлять в Шампань вагоны винограда из Долины Луары или из Лангедока по цене почти вдвое ниже той, которую винодельческие дома платили виноградарям Шампани за их урожай. В газетах стали распространяться слухи о том, что некоторые винодельческие дома покупали ревень из Англии, чтобы делать из него вино. Поскольку в то время отсутствовало специальное законодательство, защищавшее виноградарей и потребителей вина, винодельческие дома Шампани обладали сильным влиянием в регионе, чтобы защитить свой бизнес с «искусственным» шампанским. Невзгоды виноградарей Шампани ещё больше усугубило то, что несколько последних урожаев уходящего XIX столетия были подпорчены заморозками, а обильные дожди существенно сократили урожайность. В этот же период виноградники по всей территории Франции поражались завезённым в Европу вредителем филлоксерой и эпидемия этого заболевания в конце концов дошла и до Шампани. Виноград урожаев с 1902 по 1909 годы был дополнительно повреждён плесенью и грибком. Но особенно плохим выдался урожай 1910 года вследствие сильного града и наводнения. В тот год было потеряно примерно 96 % всего урожая.
Между разными винодельческими домами Шампани практиковались картельные сговоры с целью максимального снижения закупочных цен на виноград. Постоянно слышались угрозы, что если они не получат виноград по низким ценам, то будут возобновлены закупки винограда в других регионах страны. Владельцы виноградников Шампани оказались в ситуации, когда им платили меньше за меньший объём винограда. Бедность распространялась повсюду. В январе 1911 года недовольства достигли своей критической точки и начались волнения в коммунах Дамри и Овиллер. Виноградари Шампани перехватывали партии винограда, поступавшие из Долины Луары, и сбрасывали их в реку Марна. Затем пришла очередь складов виноделов, имевших репутацию производителей искусственного шампанского, их вино снова было слито в Марну. Правительство Франции пыталось ответить на недовольство виноградарей, приняв законы, регулирующие происхождение шампанских вин. Согласно этому новому законодательству виноград для производства шампанского разрешалось выращивать только в департаменте Марна и в нескольких коммунах департамента Эна в Пикардии. Примечательное отсутствие в этом списке региона Об, где расположена историческая столица Шампани, город Труа, вызвало новую волну недовольства и протесты обделённых жителей. Расположенный южнее Марны, департамент Об имел большее сходство с Бургундией в части ландшафта и характеристик почвы. Виноградари Марны считали этот регион «чуждым» и не способным производить истинное шампанское, но жители Оба считали себя шампанцами и указывали на свои исторические корни. Спустя некоторое время правительство сделало шаг назад и включило Об в общий список, приведя в смятение виноградарей Марны, которые жёстко опротестовали такое решение. Бунты и смута усилились, и регион оказался на грани гражданской войны. Пока правительство пыталось найти решение, устраивающее обе конфликтующие стороны, разразилась Первая мировая война и эти проблемы отошли на задний план, поскольку вся страна погрузилась в войну.

### Первая и Вторая мировые войны

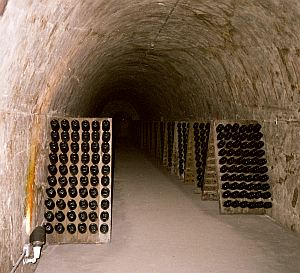
Во время германских артиллерийских обстрелов в Первую мировую войну множество шампанцев пряталось в подземных пещерах, служивших для хранения шампанского. В этих пещерах продолжалось производство шампанского, несмотря на войну.

В Первую мировую войну Шампань была расположена на стратегически важной территории поблизости от Западного фронта и в результате шампанские вина пересекали границы нейтральной территории. Некоторые виноградники и винодельни были покинуты своими хозяевами, но множество жителей Шампани осталось и нашло убежище от германских артиллерийских обстрелов в подземных известняковых пещерах, где обычно выдерживали шампанское. Знаменитый Реймсский собор, как и множество других зданий в регионе, был практически полностью разрушен немцами. Виноградники превратились в заброшенные пустоши, испещрённые ямами и воронками, поскольку через эти земли проходило несколько военных операций. Тем не менее, некоторые шампанцы находили возможность производить шампанское в тяжёлые годы Первой мировой войны (1914–1917). Ко времени окончания войны Шампань потеряла более половины своего населения, а один только регион Эна потерял почти две трети жителей. Производство шампанского и его склады были полностью уничтожены, как и большинство виноградников.
Завершение войны принесло некоторые надежды в регион. В 1919 году правительство Франции приняло серию законов, заложивших основы системы Контроля подлинности происхождения (AOC), которая строго определила правила виноделия и границы винодельческого региона. Были предприняты меры по недопущению фальсификации и запрещённых добавок, к примеру, ревеня и яблочного сока. На законных основаниях «Шампанским» стало возможно называть вино, сделанное только из винограда, выращенного на очерченной законом территории винодельческого региона Шампань, который уже включал в свои границы виноградники департамента Об. Массовое уничтожение виноградников в ходе войны дало возможность виноградарям высадить сорта, устойчивые к филлоксере, и занять под виноградники более благоприятные участки, обеспечивавшие более качественный урожай. Но светлые надежды были омрачены последствиями революции в России, после которой высокодоходный российский рынок был закрыт для экспорта шампанского. Вступление в силу Сухого закона в 1920 году в США закрыло ещё один рынок сбыта для виноделов, а глобальный экономический спад времён Великой депрессии привёл к ещё большему снижению продаж. В годы Второй мировой войны ещё большее количество воинских частей маршем прошло через виноградники Шампани. И хотя опустошение региона было не столь ужасным, как в Первую мировую войну, этот период стал неблагоприятным для региона. Именно в Реймсе, 7 мая 1945 года немецкий генерал Альфред Йодль подписал Акт о безоговорочной капитуляции Германии вместе с Верховным главнокомандующим союзнических сил, генералом Дуайтом Эйзенхауэром. На следующее утро подписание Акта было отмечено 6 коробками миллезимного шампанского Pommery 1934 года.

### Современная история

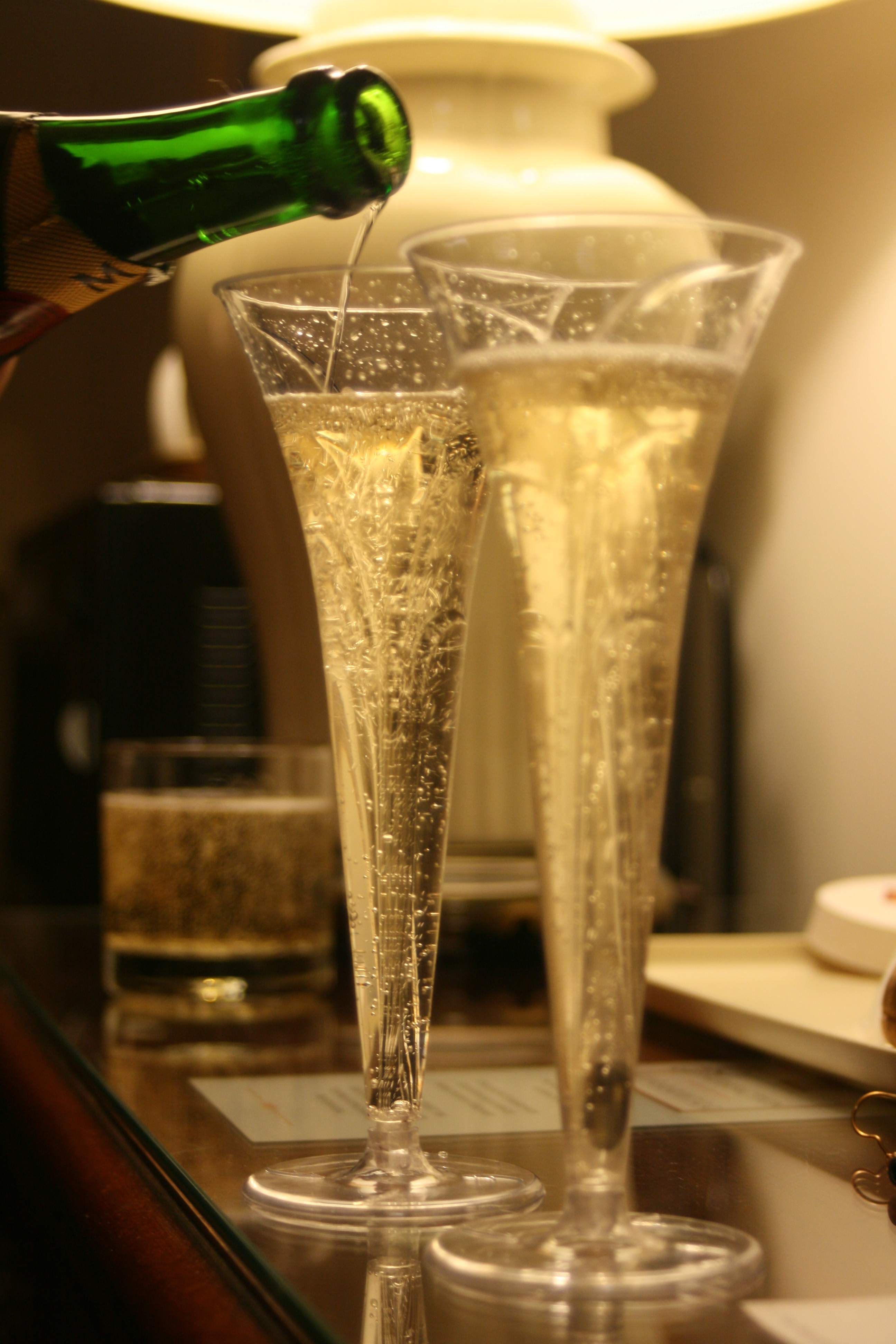
В наши дни шампанское стало не только вином, но и брендом, у которого появилось множество подражателей.

По окончании Второй мировой войны популярность и продажи шампанского снова резко пошли вверх. Начиная с 1950 года его продажи растут неуклонно, увеличившись в четыре раза и превысив 200 миллионов бутылок. Глобальный рост спроса заставил французские органы власти искать возможность расширения границ винодельческого региона, чтобы повысить объем производства вина. В регионе по-прежнему сохраняется соотношение между виноградарями и винодельческими домами шампанских вин — большая часть из 19 000 виноградарских хозяйств региона продают свой урожай примерно 300 винодельческим домам, занимающимся производством шампанского. С течением времени название шампанское стало не только воплощением терруара региона Шампань, но также стало признанным брендом, а жители Шампани предпринимают настойчивые меры по защите своего бренда и права использования названия «шампанское». Огромный успех и массовая популярность шампанского привела к появлению во всём мире множества различных имитаций (например, Советское шампанское в СССР, Кава в Испании, Зект в Германии и так далее). Даже в самой Франции в разных регионах широко производится игристое вино под маркой Креман. Наименование «шампанское» является защищенным в Европейском союзе географическим указанием происхождения товара, так что все вина, производимые или продаваемые на территории стран Евросоюза, должны соответствовать этому регулированию и не использовать на своих этикетках названия шампанское, если только оно не было произведено на территории AOC Шампани. В 1985 году было также запрещено использование термина шампанский метод производителями игристых вин в стиле «шампанского», предлагая вместо этого использовать фразы наподобие «традиционный метод» с целью обозначения того, что их вино изготовлено по технологии, аналогичной технологии производства шампанского.